# アンディ・ファン・デル・メイデ
アンディ・ファン・デル・メイデ（Andy Van Der Meijde, 1979年9月30日 - ）は、オランダ・アーネム出身の元サッカー選手。オランダ代表であった。現役時代のポジションはMF、FW。

## 経歴
オランダのAFCアヤックスのユースチームで育ったウィンガー。17歳の時にトップチームでデビュー。1999年には出場機会を求めてFCトゥウェンテにレンタル移籍し、そこでの活躍が認められて再びAFCアヤックスに復帰。故障などにも悩まされたが、2001-2002シーズンは30試合で5得点を挙げ、リーグとカップの二冠に貢献し、2002年5月19日のアメリカ戦で代表デビューを果たすとゴールを決めて存在感を発揮した。
2003年夏にセリエA・インテルへ移籍したが、本来の実力を発揮するまでには至らず代表からも遠ざかった。
2005年にはエヴァートンFCへ移籍。新天地での再起を目指したが、怪我やアルコール中毒に悩まされ、本領を発揮できず2009年6月に契約満了により退団した。
退団後、しばらく無所属状態が続いていたが、2010年3月、短期間の契約でPSVアイントホーフェンに入団し、1試合に出場した。
2011年2月26日に現役引退を発表した。

## エピソード
- エヴァートンFC在籍時、リヴァプールの街中で酩酊している写真が新聞に取り上げられたことがある。
- ライフルを構えるようなゴールパフォーマンスで有名。

## 所属クラブ
- AFCアヤックス 1997-2003

→  FCトゥウェンテ（レンタル移籍）1999-2000
- インテル 2003-2005
- エヴァートンFC 2005-2009
- PSVアイントホーフェン 2010
- WKE 2011-2012

## タイトル
AFCアヤックス
- エールディヴィジ : 1997-1998, 2001-2002
- KNVBカップ : 1998, 1999, 2002
- ヨハン・クライフ・スハール : 2002

インテル
- コッパ・イタリア : 2005
- スーペルコッパ・イタリアーナ : 2005

エヴァートン
- リヴァプール・シニア・カップ: 2005, 2007

## 個人成績

### 年別得点
| オランダ代表 | 国際Aマッチ | 国際Aマッチ |
| 年           | 出場        | 得点        |
| ------------ | ----------- | ----------- |
| 2002         | 3           | 1           |
| 2003         | 5           | 0           |
| 2004         | 9           | 0           |
| 通算         | 17          | 1           |

### 代表での得点
| #  | 日時      | 場所                             | 相手           | スコア | 結果  | 大会     |
| -- | --------- | -------------------------------- | -------------- | ------ | ----- | -------- |
| 1. | 2002年5月 | マサチューセッツ州フォックスボロ | アメリカ合衆国 | 1 – 0  | 2 – 0 | 親善試合 |